# Harry Potter és az azkabani fogoly
A Harry Potter és az azkabani fogoly (eredeti címén: Harry Potter and the Prisoner of Azkaban) egy regény, amely J. K. Rowling 7 kötetes mesetörténetének, a Harry Potternek a 3. része. Angolul 1999-ben, magyarul 2000-ben jelent meg (ISBN 963-8386-99-1).
|  | Alább a cselekmény részletei következnek! |

Harry idén is nagybátyjáéknál tölti a nyarat, amikor is beállít Vernon bácsi nővére, Marge. Mikor Marge szidni kezdi a fiút és annak szüleit, Harry egy akaratlan varázslattal felpuffasztja, majd elrepíti. A konfliktus után elszökik onnan, és egy játszótérnél ül le pihenni. Mikor azonban egy támadó, fekete kutyát lát meg a mellette lévő bokorban, egy Kóbor Grimbusz nevű busz jelenik meg és felveszi a fiút. A busszal eljut a Foltozott Üstbe, ahol a mágiaügyi miniszter vár rá. A miniszter elmondja neki: a varázslásért nem csapták ki a Roxfortból. Később találkozik barátjaival, Ronnal és Hermionéval, ám Ron apjától szörnyű dolgot tud meg: az Azkabanból nemrég megszökött, gyilkos fegyenc, Sirius Black most Harryre vadászik, hogy végezzen vele.
A Roxfort Expresszen az alvó, új Sötét Varázslatok Kivédése tanár, Remus Lupin mellé ülnek. A vonat egyszer csak megáll, az üvegek lefagynak, a lámpák pedig kialszanak. Egy dementor száll fel a vonatra, aki erejétől Harry rosszul lesz. Végül Lupin felébred, és elzavarja a lényt. A férfi elmondja: a dementorok abból élnek, hogy kiszívják az emberekből az örömöt, és valószínűleg Harry ezekre különösen érzékeny.
A Roxfortba érkezés után Dumbledore igazgató kijelenti: nem csak Lupin új tanár, hanem Hagrid is, ugyanis ő fogja tanítani a Legendás Lények Gondozását. A tanévben Harrynek és Ronnak többször feltűnik, hogy Hermione egyszerre két tanórán is részt vesz, de sohasem árulja el nekik, hogyan képes erre.
Draco Malfoy ebben az évben is végig ellenségesen viselkedik, a leggonoszabb tette az, amikor egy kviddicsmeccs alatt két társával dementornak öltözik, hogy megzavarja Harryt, aki továbbra is a Griffendél fogója.
Lupin kiváló tanárnak bizonyul, a gyerekek élvezik óráit, még azt is, amikor egy mumussal kell szembeszállniuk. Amikor szorosabb barátságba kerül Harryvel, megtanítja a fiúnak, hogyan lehet elűzni a dementorokat a patrónusbűbájjal.
Egy kviddicsmeccs alkalmával dementorok zavarják meg Harryt, aki ettől elveszti eszméletét. A gyengélkedőre kerülése után Ron, Hermione és Neville elmondják: a zuhanástól Dumbledore mentette meg a fiút, ám a seprűje széttörött. Egy alkalommal Piton helyettesíti Lupin professzort, az óráján pedig a vérfarkast veszik.
Elérkezik a roxmortsi kirándulás ideje, ám szülői aláírás híján Harry nem mehet el. Fred és George Weasley azonban odaadják neki a Tekergők Térképét, amely a Roxfort területén minden mozgó embert és szellemet megmutat, valamint a titkos járatokat. Ennek, és apja láthatatlanná tevő köpenye segítségével eljut Roxmortsba, ahol elzavarja a Ron és Hermionét zaklató Malfoyt és annak bandáját. Később McGalagonyék beszélgetését kihallgatva megtudja: Sirius Black a szülei egyik legjobb barátja volt, sőt, Harry keresztapja. Kiderül, hogy állítólag ő játszotta Voldemort kezére James és Lily Pottert, és egy (a Potter családdal jóban levő) Peter Pettigrew nevű férfival is végzett.
A jóslástanteremben Trelawney professzor halált jósol Harrynek, és elmondja hogy a Sötét Nagyúr szolgája visszatér hozzá. Egyik éjszaka Harry meglepő módon meglátja a Tekergők Térképén Peter Pettigrewt. Ron megtalálja elveszettnek hitt patkányát, Makeszt, ám mikor eljön Csikócsőr kivégzése, megtámadja az a bizonyos fekete kutya, a Zordó. Elráncigálja a fiút, majd a nyomokat követve Harry és Hermione a Szellemszállásra jut.
Az elhagyatott házban Ron mellett megjelenik Sirius Black, aki animágusként kutyává tud változni. Lupin professzor is betoppan, majd Siriussal felfedik az igazságot: a Sirius által meggyilkoltnak hitt Pettigrew maga Makesz, Ron patkánya, aki több tíz éve Voldemort szolgájaként elárulta Harry szüleit, így azok meghaltak. Piton is megjelenik a házban, ám Harry elkábítja, majd a csapat – az ismét emberalakot öltött – Peterrel együtt elindul a Roxfortba.
Harry megtudja: Sirius, Lupin, Peter és James régen nagyon jó barátok voltak. Mivel éppen telihold van Lupin vérfarkassá változik, és – mivel nem itta meg a Farkasölőfű-főzetet – barátaira támad.
Míg Sirius kutyaként szembeszáll a farkassal, Peter a helyzetet kihasználva patkánnyá változik, és megszökik. Harry később egyedül indul a sérült Sirius után, akit egy tó partján ájultan meg is talál. Csakhogy több dementor is megjelenik, végül ezeket egy szarvas formájú Patrónus üldözi el. Harry elájul.
A gyengélkedőn ébredve Harry megtudja: Siriust elfogták és arra készülnek, hogy átadják a dementoroknak.
Dumbledore javaslatára Harry és Hermione a lány időnyerőjével visszatér a múltba, néhány órával ezelőttre (Ron a sérülései miatt nem tarthat velük). Mikor megérkeznek, megszöktetik a kivégzésére váró Csikócsőrt, majd a később elfogott Siriust is. Harry rájön, hogy a tóparton megidézett Patrónust saját maga idézte meg. Így rájönnek, hogy Hermione az időnyerővel tudott két órán lenni egyszerre.
Az év végén Lupin elhatározza, vérfarkas létére nem tanít tovább az iskolában. A film végén Sirius egy modern, új seprűt, egy Tűzvillámot küld Harrynek hálából (a könyvben a seprű karácsonyi ajándék).
|  | Itt a vége a cselekmény részletezésének! |

A regényből filmváltozat is készült 2004-ben.

## Kapcsolódó szócikkek

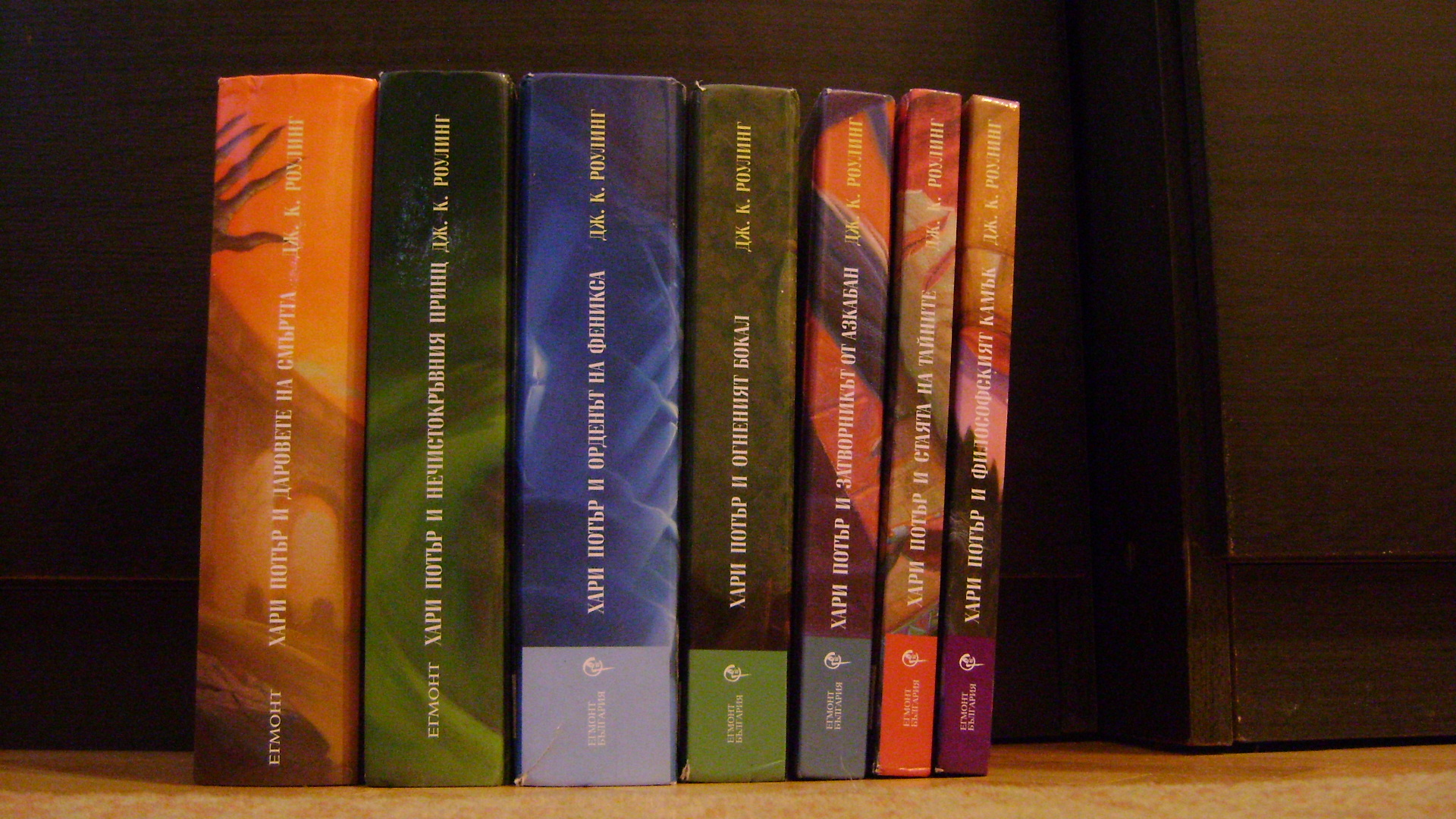
A Harry Potter-sorozat kötetei. Jobbról a harmadik az Azkabani fogoly, amelyet sokan a legjobbnak tartanak a hét könyv közül.

## Magyar kiadások
A magyar kiadások Tóth Tamás Boldizsár fordításában, az Animus Kiadó gondozásában jelentek meg. A könyv 4 változatban érhető el.
- Harry Potter és az azkabani fogoly; ford. Tóth Tamás Boldizsár; Animus, Budapest, 2000

### Könyvkiadások
| Első megjelenés éve | Kiadás             | Megjegyzés                                           |
| ------------------- | ------------------ | ---------------------------------------------------- |
| 2000                | első kiadás        | az amerikai kiadáséval egyező borító                 |
| 2016                | díszkiadás         | exkluzív kivitelű díszkiadás, belső illusztrációkkal |
| 2016                | puhafedelű kiadás  |                                                      |
| 2017                | illusztrált kiadás | Kim Kay illusztrációival                             |

### Hangoskönyvek
| Első megjelenés éve | Előadja      | Megjegyzés                                                                            |
| ------------------- | ------------ | ------------------------------------------------------------------------------------- |
| 2002                | Romoda Klára | a Magyar Vakok és Gyengénlátók Országos Szövetsége (MVGYOSZ) által készített felvétel |